# Mozirje

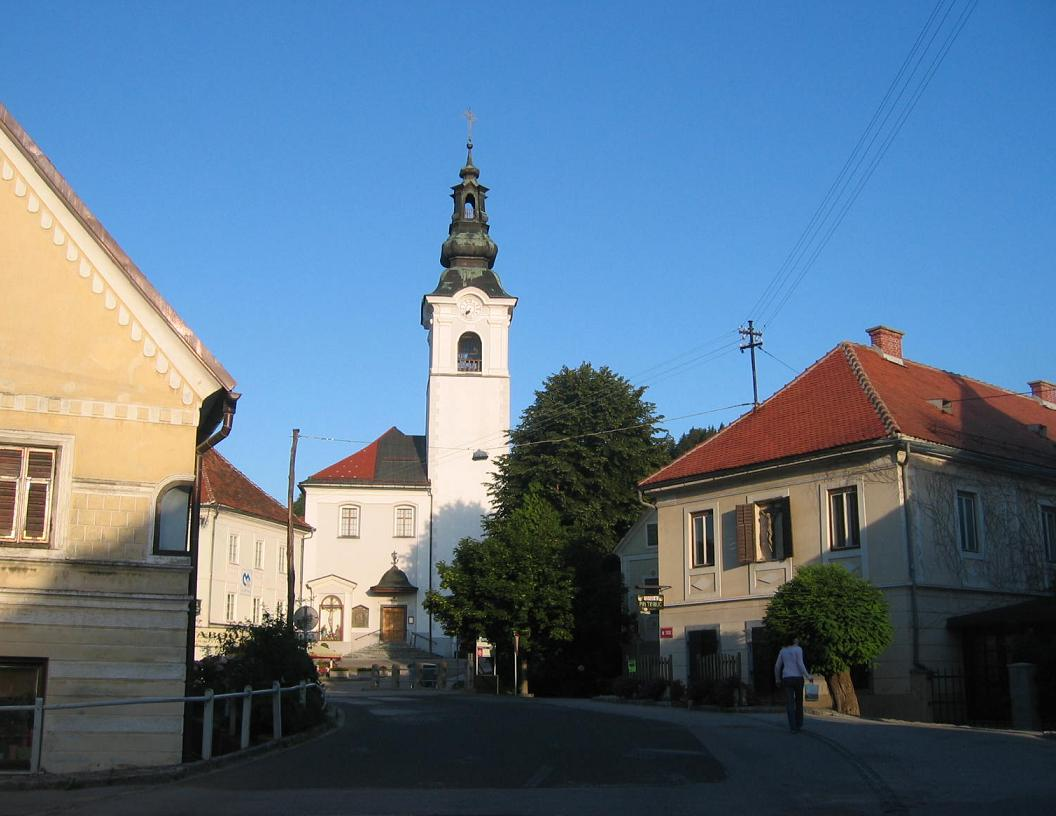
Mozirje

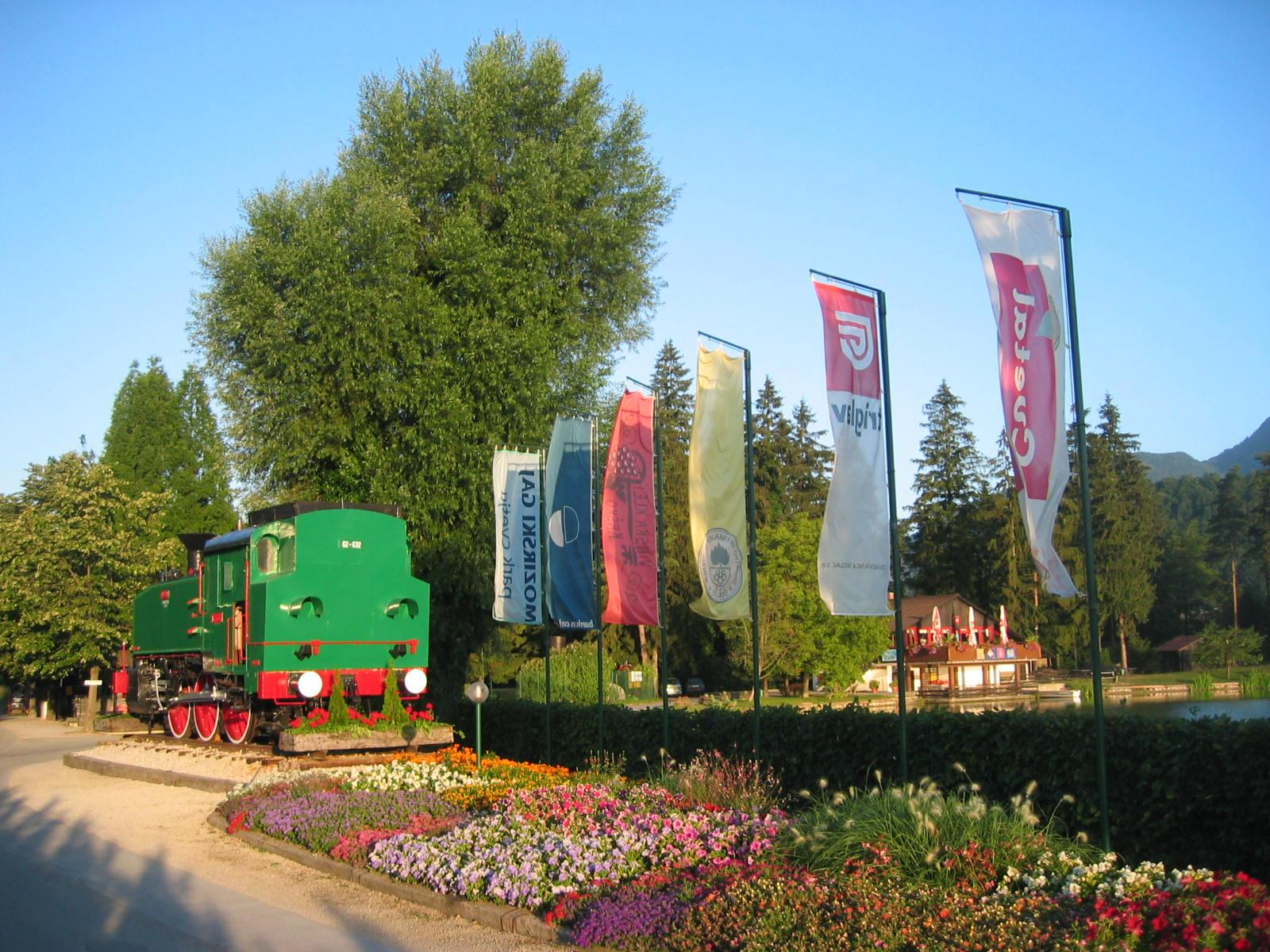
Botanischer Garten Mozirski gaj

Mozirje (deutsch: Prassberg) ist eine Ortschaft im Oberen Savinja-Tal in der historischen Landschaft Spodnja Štajerska, Region Savinjska in Slowenien.
Mozirje ist Hauptort der Gemeinde Mozirje.

## Lage
Die zentrale und größte Siedlung des oberen Savinja-Tals liegt am westlichen Rand des Mozirje-Beckens, am Fuße des Golte-Plateaus, am linken Ufer des Flusses Savinja, an dessen Zusammenfluss mit den Bächen Mozirnica und Trnava. Nur ein kleiner Teil der Siedlung liegt am rechten Ufer der Savinja, neben der Loška-Brücke, wo sich auch der botanische Garten Mozirski gaj befindet.
Zu Mozirje gehören auch die Weiler Rožnik und Brdce mit dem dortigen Gut Brdce (deutsch: Wurzenegg).

## Geschichte
Die älteste bestätigte historische Quelle zur Erwähnung der Siedlung ist ein Dokument aus dem Jahr 1146, eine in Tolmin ausgestellte Schenkungsurkunde des Patriarchen von Aquila Pilgrim, in der „Mosir“ erwähnt wird, während eine Aufzeichnung des Ortsnamens „Prossberch“ (Prassberg) im Jahr 1231 auftaucht.
Die Pfarrkirche wurde 1241 erbaut. Die Marktrechte erlangte die Siedlung bereits vor 1318 und in diesem Jahr wurde sie erstmals in schriftlichen Quellen als Markt erwähnt. Im 16. Jahrhundert wurde die Siedlung aufgrund der Türkeneinfälle von Mauern umgeben.
Bereits im 19. Jahrhundert waren die Einwohner von Mozirje und Umgebung Anhänger der slowenischen Nationalbewegung und gründeten zahlreiche slowenische Vereine und Organisationen. Im Jahr 1845 ordnete damalige Bürgermeister von Mozirje, Janez Lipold, ordnete an, Geschäfte auf Slowenisch abzuwickeln, was damals in der Steiermark eine Seltenheit war.

## Persönlichkeiten
- Johann Lipold (1811–1878), Gastwirt, Kaufmann und Abgeordneter zum Österreichischen Abgeordnetenhaus